# Équipe cycliste Trinity Racing
L'équipe cycliste Trinity Racing est une équipe cycliste britannique. Elle est fondée en 2018 en tant qu'équipe de cyclo-cross, avant de s'étendre au cyclisme sur route en 2020 et au VTT en 2021. L'équipe sur route s'arrête à la fin de la saison 2024.

## Histoire de l'équipe
En 2018, l'équipe TP Racing est lancée. Elle est construite comme une équipe de cyclo-cross autour de Tom Pidcock. L'équipe est enregistrée auprès de Trinity Sports Management, qui est gérée par Andrew McQuaid, qui possède également l'équipe sur route de Pidcock, la Team Wiggins Le Col. Au cours de la première saison en 2018-2019, Pidcock devient chez les espoirs champion du monde de cyclo-cross, champion d'Europe de cyclo-cross et remporte la Coupe du monde de cyclo-cross. Au cours de la saison 2019, la société est renommée Trinity Racing.
Après la dissolution de l'équipe Wiggins Le Col au cours de la saison 2019, Trinity Racing fonde une équipe de route ainsi qu'une équipe VTT pour les ambitions de cross-country de Pidcock. Malgré le départ de Pidcock après la saison 2020, l'équipe continue. Elle prend une licence d'équipe UCI en cyclisme sur route, VTT et cyclo-cross à partir de 2021.
Aux championnats du monde de VTT 2021, Christopher Blevins devient champion du monde de cross-country short track. Lors de la Coupe du monde de VTT 2021, Haley Batten remporte la manche de Nové Město.
Après avoir courue sous licence pour la dernière fois en tant qu'équipe de cyclo-cross UCI en 2022-2023, l'équipe continentale sur route s'arrête en novembre 2024 pour des raisons financières,. L'équipe reste une pure équipe de VTT et elle recrute l'ancienne championne du monde espoirs Line Burquier.

## Principales victoires

### Championnats internationaux
- Championnats du monde de cyclo-cross : 1
  - Moins de 23 ans : 2019 (Tom Pidcock)
- Championnats du monde de VTT : 1
  - Cross-country short track : 2021 (Christopher Blevins)

- Championnats d'Europe de cyclo-cross : 1
  - Moins de 23 ans : 2018 (Tom Pidcock)
- Championnats d'Europe de VTT : 1
  - Moins de 23 ans : 2023 (Adrien Boichis)
- Championnats panaméricains de VTT : 1
  - Moins de 23 ans : 2023 (Alex Malacarne)

### Courses d'un jour
- Rutland-Melton Cicle Classic : 2023 (Luke Lamperti)

### Courses par étapes
- Giro Ciclistico d'Italia : 2020 (Tom Pidcock)

### Championnats nationaux
- Championnats d'Australie sur route : 1
  - Course en ligne espoirs : 2023 (Fergus Browning)
- Championnats des États-Unis sur route : 3
  - Critérium : 2021, 2022 et 2023 (Luke Lamperti)
- Championnats d'Irlande sur route : 2
  - Course en ligne : 2020 (Ben Healy)
  - Contre-la-montre espoirs : 2020 (Ben Healy)

- Championnats de Grande-Bretagne de cyclo-cross : 3
  - Élites : 2019, 2020 (Tom Pidcock) et 2023 (Cameron Mason)

## Classements UCI
L'équipe participe aux épreuves des circuits continentaux et en particulier de l'UCI Europe Tour. Les tableaux ci-dessous présentent les classements de l'équipe sur les différents circuits, ainsi que son meilleur coureur au classement individuel.
UCI America Tour
| UCI America Tour | UCI America Tour       | UCI America Tour                          | UCI America Tour |
| Année            | Classement par équipes | Meilleur coureur au classement individuel |                  |
| ---------------- | ---------------------- | ----------------------------------------- | ---------------- |
| 2022             | -                      | Luke Lamperti (37e)                       |                  |
| 2023             | -                      | Luke Lamperti (41e)                       |                  |
|                  |                        |                                           |                  |
| Source : UCI     |                        |                                           |                  |

UCI Europe Tour
| UCI Europe Tour | UCI Europe Tour        | UCI Europe Tour                           | UCI Europe Tour |
| Année           | Classement par équipes | Meilleur coureur au classement individuel |                 |
| --------------- | ---------------------- | ----------------------------------------- | --------------- |
| 2021            | 65e                    | Thomas Gloag (623e)                       |                 |
| 2022            | 39e                    | Thomas Gloag (441e)                       |                 |
| 2023            | 35e                    | -                                         |                 |
|                 |                        |                                           |                 |
| Source : UCI    |                        |                                           |                 |

UCI Oceania Tour
| UCI Oceania Tour | UCI Oceania Tour       | UCI Oceania Tour                          | UCI Oceania Tour |
| Année            | Classement par équipes | Meilleur coureur au classement individuel |                  |
| ---------------- | ---------------------- | ----------------------------------------- | ---------------- |
| 2021             | -                      | Carter Turnbull (48e)                     |                  |
| 2022             | -                      | Rudy Porter (41e)                         |                  |
| 2023             | -                      | Liam Johnston (56e)                       |                  |
|                  |                        |                                           |                  |
| Source : UCI     |                        |                                           |                  |

L'équipe est également classée au Classement mondial UCI qui prend en compte toutes les épreuves UCI et concerne toutes les équipes UCI.
| Classement mondial | Classement mondial     | Classement mondial                        | Classement mondial |
| Année              | Classement par équipes | Meilleur coureur au classement individuel |                    |
| ------------------ | ---------------------- | ----------------------------------------- | ------------------ |
| 2021               | 102e                   | Thomas Gloag (807e)                       |                    |
| 2022               | 67e                    | Luke Lamperti (468e)                      |                    |
| 2023               | 68e                    | Luke Lamperti (457e)                      |                    |
| 2024               | 87e                    | Robert Donaldson (667e)                   |                    |
|                    |                        |                                           |                    |
| Source : UCI       |                        |                                           |                    |

## Trinity Racing en 2024
Effectif
| Effectif 2024            | Effectif 2024     | Effectif 2024 | Effectif 2024                           |
| Cycliste                 | Date de naissance | Pays          | Équipe précédente                       |
| ------------------------ | ----------------- | ------------- | --------------------------------------- |
| Alex Beldon              | 22 octobre 2005   | Royaume-Uni   |                                         |
| Adrien Boichis           | 2 janvier 2003    | France        |                                         |
| Fergus Browning          | 4 décembre 2003   | Australie     |                                         |
| Josh Charlton            | 10 février 2003   | Royaume-Uni   | Saint Piran (2023)                      |
| Robert Donaldson         | 8 avril 2002      | Royaume-Uni   |                                         |
| Ugo Fabries              | 3 août 2005       | France        |                                         |
| Camilo Andres Gomez      | 20 avril 2003     | Colombie      |                                         |
| Dean Harvey              | 15 mars 2003      | Irlande       |                                         |
| Ralf Holden              | 2 juillet 2004    | Royaume-Uni   |                                         |
| Alex Malacarne           | 10 mars 2002      | Brésil        |                                         |
| Tobias Risan Nakken      | 3 septembre 2004  | Norvège       | Ringerike Sykkelklubb (2022)            |
| Joseph Pidcock           | 20 mars 2002      | Royaume-Uni   | Équipe continentale Groupama-FDJ (2022) |
| Hugo Rodriguez           | 12 février 2004   | Colombie      |                                         |
| William Smith            | 21 mars 2004      | Royaume-Uni   |                                         |
| Callum Thornley          | 5 août 2003       | Royaume-Uni   |                                         |
| Luke Tuckwell            | 21 juin 2004      | Australie     |                                         |
| Luca Unwin               | 10 septembre 2004 | Royaume-Uni   |                                         |
|                          |                   |               |                                         |
| Source : ProCyclingStats |                   |               |                                         |

Victoires
| Victoires | Victoires | Victoires | Victoires | Victoires | Victoires |
| Date      | Course    | Pays      | Classe    | Vainqueur |           |
| --------- | --------- | --------- | --------- | --------- | --------- |